# خوسيه مانويل كونتريراس
خوسيه مانويل كونتريراس كونتريراس (بالإسبانية: José Manuel Contreras) (مواليد 19 يناير 1986 في خوتيابا) لاعب كرة قدم غواتيمالي دولي يجيد اللعب في خط الوسط . يلعب حالياً لصالح نادي كومونيكيشنز الغواتيمالي منذ 2010 .

## روابط خارجية
- خوسيه مانويل كونتريراس على موقع قاعدة بيانات كرة القدم.إي يو (الإنجليزية)
- خوسيه مانويل كونتريراس على موقع ناشيونال فوتبول تيمز (الإنجليزية)
- خوسيه مانويل كونتريراس على موقع Soccerway.com (الإنجليزية)
- خوسيه مانويل كونتريراس على موقع كووورة